# كلية التربية (جامعة عين شمس)

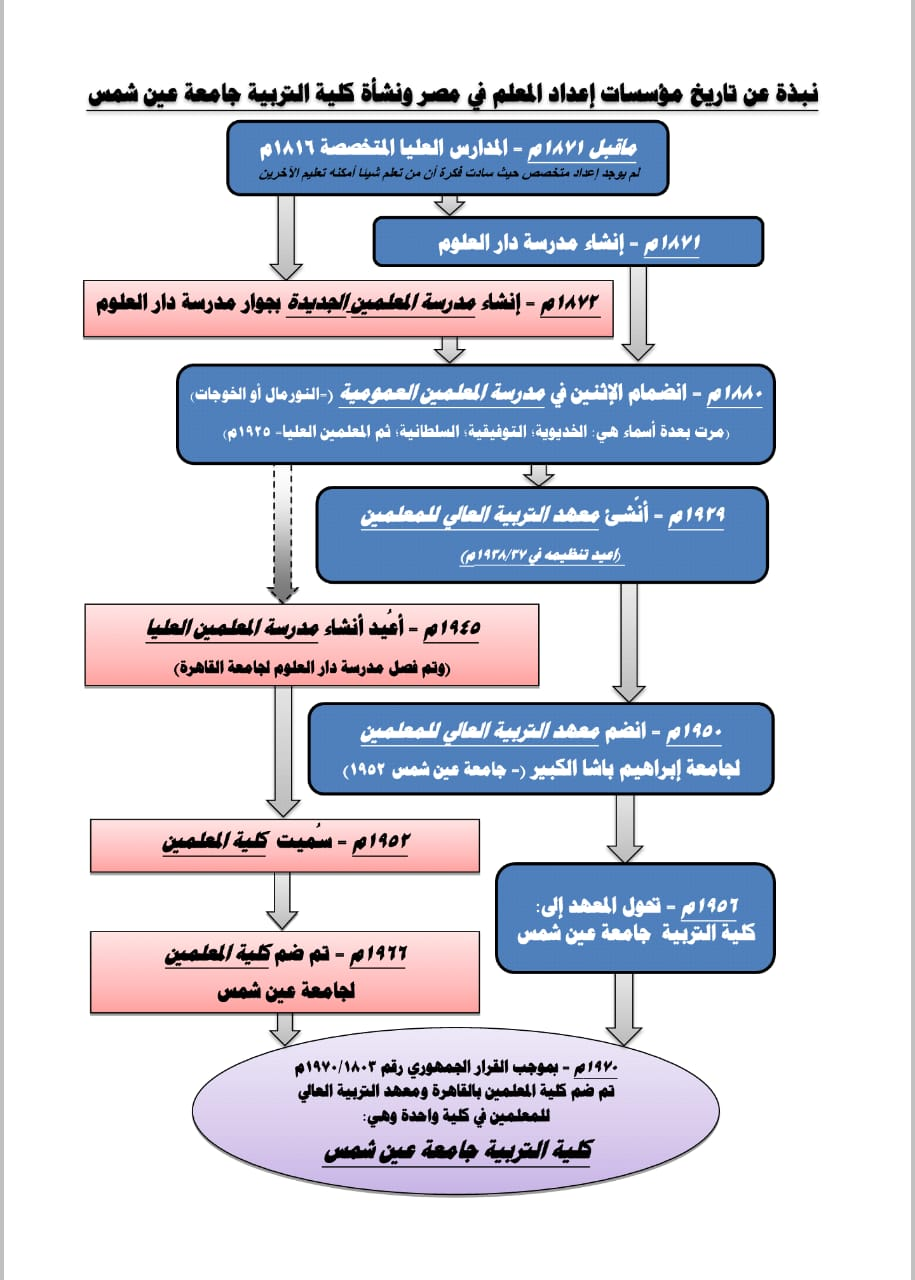
نشأة كلية التربية جامعة عين شمس

كلية التربية (بالإنجليزية: Faculty Of Education)‏ بجامعة عين شمس، أنشئت مدرسة المعلمين العليا عام 1880 كمعهد تربوى لتخريج معلمين ثم قامت وزارة المعارف بتحويل مدرسة المعلمين العليا إلى معهد يكمل الدراسة الجامعية بالدراسة التربوية ويقوم على الإعداد المهنى للمعلم وتأسس معهد التربية العالى للمعلمين عام 1929. وظل المعهد يؤدي رسالته في إعداد المعلمين حتى عام 1949 حيث تم ضمه عام 1950 إلى جامعة إبراهيم باشا الكبير (جامعة عين شمس الآن) عند إنشائها. وفي 15 سبتمبر عام 1962 تم إنشاء كلية المعلمين بدلاً من معهد التربية العالي للمعلمين، وفي عام 1966 تم ضم كلية المعلمين بالقاهرة إلى جامعة عين شمس. وفي نهاية عام 1970 ضمت كلية المعلمين بالقاهرة إلى كلية التربية.

## أهداف الكلية
تعمل الكلية على تحقيق الاهداف التالية:
1-إعداد حملة الثانوية العامة ومافى مستواها وخريجى المعاهد والكليات الجامعية لمهنة التعليم.
2- رفع المستوى المهنى والعلمى للعاملين في ميدان التربية والتعليم.
3-إعداد المتخصصين في مختلف المجالات التربوية.
4-إجراء البحوث والدراسات في مجالات التخصص المختلفة بالكلية.
5-الإسهام في تطوير الفكر التربوى ونشر الاتجاهات التربوية الحديثة.
6- تبادل الخبرات والمعلومات مع الهيئات والمؤسسات التعليمية والثقافية المصرية والعربية والدولية والتعاون معها في معالجة القضايا التربوية المشتركة.
7-تقديم المشورة الفنية في مجالات التخصص المختلفة.
8-حل المشكلات التربوية والتعليمية في البيئة المحلية وفي المجتمع بوجه عام وكذلك في تطوير العمل التربوى فيها.
9-توثيق العلاقة بين الكلية ومختلف مؤسسات المجتمع وتقديم الاستشارات العلمية لكل من يطلبها.

## عمداء الكلية منذ انشائها حتى الآن
- أ.د. يوسف صلاح الدين قطب 1955 – 1966
- أ.د. أبو الفتوح أحمد رضوان 1966-1970
- أ.د. محمد قدري لطفى 1970 - 1972
- أ.د.الدمرداش عبد المجيد سرحان 1972 - 1974
- أ.د.محمد الهادي عفيفي 1974 -1977
- أ.د.عبد السلام عبد القادر عبد الغفار 1977 - 1984
- أ.د.علي لبيب على إبراهيم 1984 - 1990
- أ.د.حسني إسماعيل 1990 - 1993
- أ.د.حامد عبد السلام زهران 1993 - 1996
- أ.د.محمد أمين المفتي 1996 - 2002
- أ. د. مصطفى محمود رمضان 2002 - 2006
- أ. د. عبد العزيز السيد الشخص 2006 - 2009
- أ. د. سوزان صلاح الدين فؤاد 2009 - 2011
- أ. د. على احمد الجمل 2011 - 2014
- أ. د. سعيد خليل 2014- 2018
- أ.د/ ماجد محمود أبو العنين منذ 2018 حتى 2021

```
أ.د/ حازم راشد الآن
```

## الدرجات العلمية التي تمنحها الكلية
- البكالوريوس:
  - العلوم والتربية
  - العلوم والتربية شعبة التعليم الأساسي
- الليسانس:
  - الآداب والتربية
  - الآداب والتربية شعبة التعليم الأساسي
- الدبلومات العامة:
  - إعداد معلم العلوم
  - إعداد معلم الآداب
  - التربية
- الدبلومات الخاصة:
  - إعداد معلم العلوم
  - إعداد معلم الآداب
  - التربية
  - الدبلومة المهنية
  - الدبلومة المهنية
- الماجستير:
  - إعداد معلم العلوم
  - إعداد معلم الآداب
  - التربية
- الدكتوراه:
  - إعداد معلم العلوم
  - إعداد معلم الآداب
  - التربية